# ون بلس إكس
ون بلس إكس هو هاتف ذكي يعمل بنظام أندرويد تم تطويره بواسطة ون بلس. تم إصداره في 29 أكتوبر 2015، بعد ثلاثة أشهر من إطلاق الرائد الثاني للشركة، ون بلس 2 في 27 يوليو.
كان OnePlus X متاحًا في ثلاثة خيارات للتصميم: Onyx (أسود)، Champagne (أبيض)، وإصدار محدود من السيراميك. صرحت ون بلس بأنه سيتم إطلاق ون بلس إكس بسيراميك في أوروبا فقط بمدى محدود يبلغ 10,000 وحدة فقط. تطلب OnePlus X في الأصل دعوة ليتم شراؤها، ولكن اعتبارًا من 28 يناير 2016، لم تعد الدعوات ضرورية لشراء الجهاز.

## تطوير وإطلاق
بعد وقت قصير من إطلاق 2 ون بلس، ون بلس ألمح المؤسس المشارك كارل بى على إطلاق الجهاز الجديد في نهاية عام 2015 عندما تمت مقابلتهم في واحدة من الأحداث المنبثقة في مدينة نيويورك. بعد أشهر من التكهنات من قبل وسائل الإعلام، تم الكشف عن OnePlus X رسميًا في 29 أكتوبر 2015. تم الإشادة به لاحقًا من قبل المراجعين والنقاد على حد سواء لتصميمه الأنيق والمظهر العالي الجودة. تم الإعلان عن سعر الهاتف بسعر 249 دولارًا للنسخة غير المؤمّنة، مما يجعله هاتفًا ميسور التكلفة نسبيًا.
بعد أربعة أيام من إطلاق الهاتف، أصدرت الشركة أيضًا برنامج ضمان ممتد يسمى On-Guard للمستخدمين في أوروبا والهند. إنه يوفر تغطية جديدة لمستخدمي OnePlus 2 وOnePlus X من تعطل الجهاز وتلف السوائل والتلف العرضي والتخريب وغيرها. يمكن شراء الضمان الإضافي On-Guard جنبًا إلى جنب مع الجهاز مقابل رسوم إضافية تمنح المستخدم للهاتف خدمة مجانية وإصلاحات لمدة 12 أو 24 شهرًا، وفقًا لخطة الضمان التي تم شراؤها.